# Tigurini

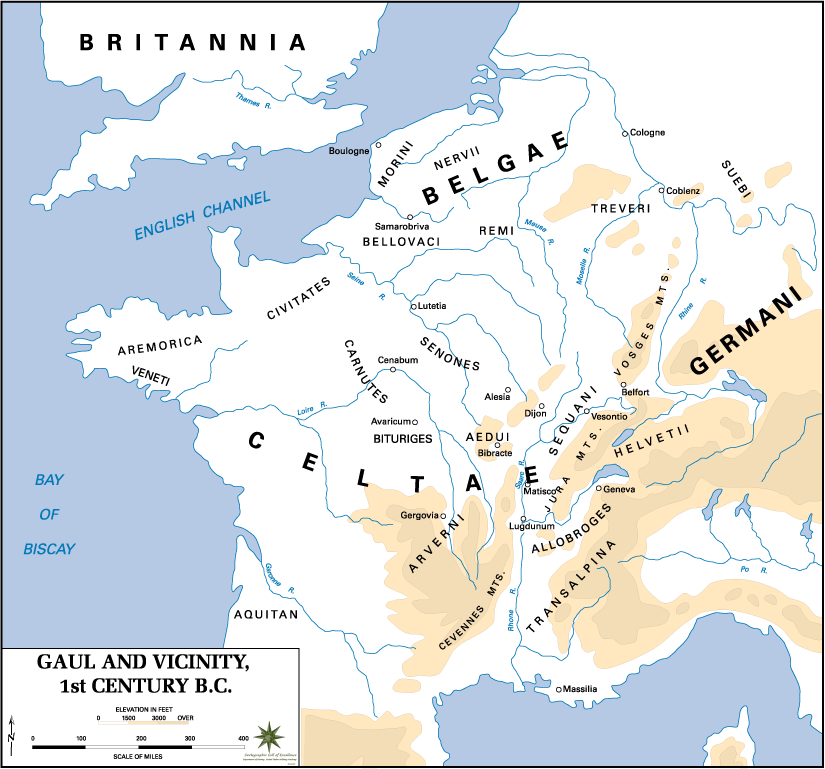
De Tigurini waren een pagus van de Helvetiërs.

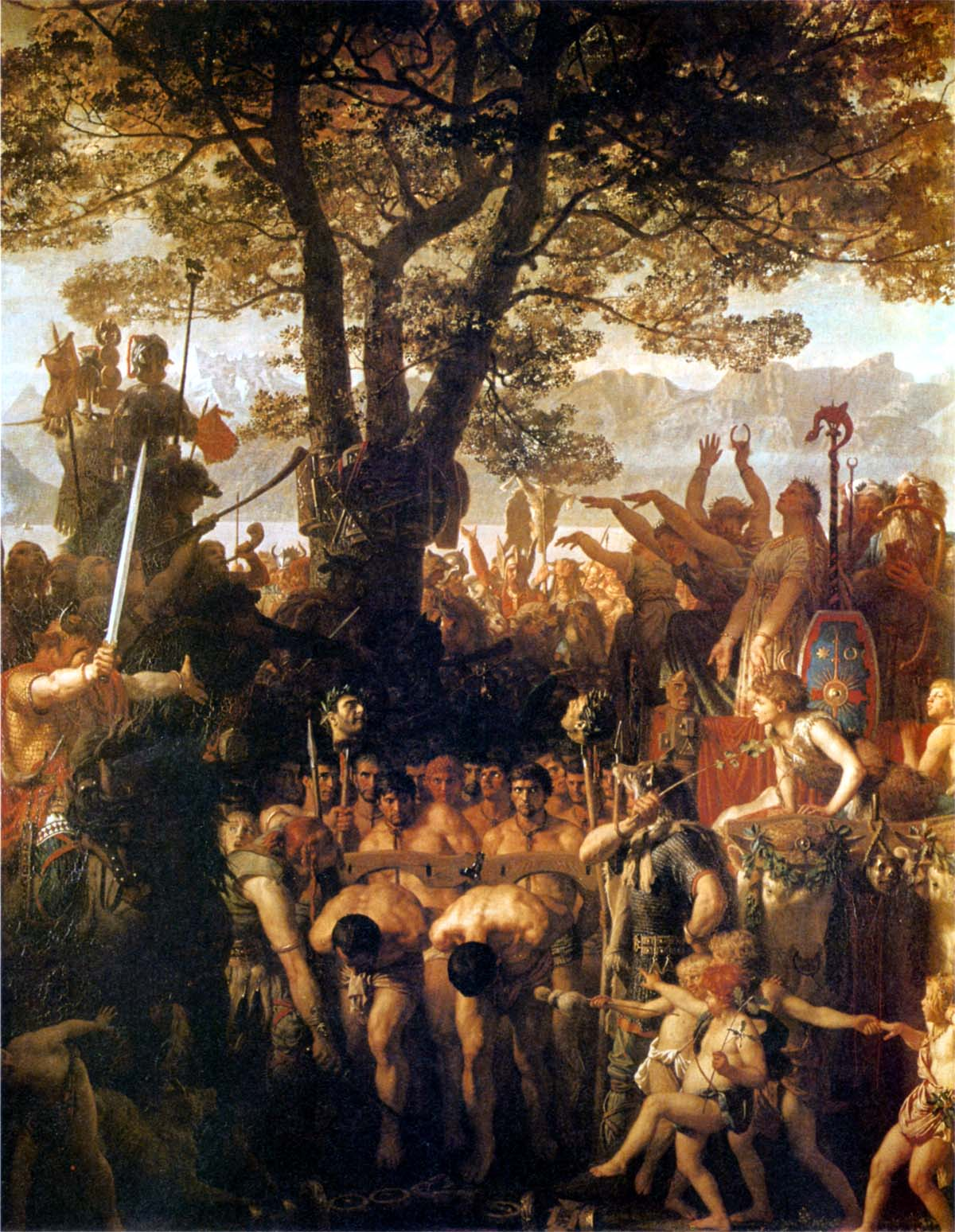
«Les Romains passant sous le joug» ("De Helvetiërs dwingen de Romeinen om onder het juk door te gaan"). Romantisch schilderij van Charles Gleyre (19e eeuw) ter ere van de Tigurini-overwinning op de Romeinen bij de Slag bij Burdigala (107 v.Chr.) onder het bevel van Divico.

De Tigurini waren een clan of stam, en vormden één van de vier pagi (provincies) van de Helvetiërs.
De Tigurini waren de belangrijkste groep van de Helvetiërs, genoemd door zowel Julius Caesar als Posidonius. Ze vestigden zich in het gebied van wat nu het Zwitserse kanton Vaud is, en corresponderen met de dragers van de late La Tène-cultuur in West-Zwitserland.
Hun naam betekent "heren, heersers" (verwant aan het Ierse tigern "heer"). De andere Helvetische stammen omvatten de Verbigeni en de Tougeni (soms geïdentificeerd met de Teutonen), naast één stam die naamloos is gebleven.

## Geschiedenis
De Tigurini en de Tougener verschijnen voor het eerst in de geschiedenis in verband met de Cimbrische Oorlog, toen ze samen met de Cimbri het zuidelijke Gallië verwoestten. In 107 v.Chr. bereikten ze het gebied van de Volker in het huidige Zuid-Frankrijk en versloegen ze onder leiding van Divico in het gebied van de Nitiobrogen (Gallisch: Nitiobrogis) het Romeinse leger van consul Lucius Cassius Longinus en diens legaat Lucius Calpurnius Piso Caesoninus. Lucius Cassius werd samen met een groot deel van de troepen gedood door de Cimbri, die gijzelaars namen en de gevangenen onder het juk dwongen, zoals Caesar overleverde. De exacte locatie van deze slag is niet overgeleverd, maar lag vermoedelijk tussen de Garonne bij Agen en Burdigala, vandaar de aanduiding Slag bij Agen/Burdigala. Bij Orange versloegen de Tigurini in 105 v.Chr. opnieuw een Romeins leger samen met andere stammen.
Rond 102/101 v.Chr. volgden de Tigurini de Cimbri op hun tocht over de Alpen, maar vielen Italië niet binnen; ze bleven bij de Brennerpas. Nadat de Cimbri in 101 v.Chr. in de Po-vlakte bij Vercellae werden verslagen door de troepen van Gaius Marius en Quintus Lutatius Catulus, keerden de Tigurini terug naar hun thuisland. Ze konden de vernietiging ontgaan en trokken met hun buit weer naar het noorden. 
In 58 v.Chr. namen ze deel aan de tocht van de Helvetiërs naar het zuidelijke Gallië en werden door de troepen van Caesar nog vóór de Slag bij Bibracte aan de Saône verslagen en gedwongen terug te keren naar het gebied van het huidige Zwitserland.
De naam van de Tigurini werd voor het eerst opgetekend in de context van hun alliantie met de Cimbri in de Cimbrische oorlog van 113-101 v.Chr. Ze staken de Rijn over om Gallië binnen te vallen in 109 v.Chr. en trokken ze naar het zuiden naar de Romeinse regio Provence in 107 v.Chr. en versloegen een Romeins leger onder leiding van Lucius Cassius Longinus in de Slag bij Burdigala.
Julius Caesar citeert in zijn Commentarii de bello Gallico de pagus Tigurinus als een van de vier pagi van de Helvetiërs
Na de Romeinse verovering namen de Helvetiërs deel aan de opstand van Vercingetorix in 52 voor Christus, waardoor ze hun status als foederati verloren. Als middel om de militaire toegangsroutes naar Gallië te controleren, vestigden de Romeinen de Colonia Iulia Equestris op de plaats van de Helvetische nederzetting Noviodunum (Nyon). Er was nog steeds een versterkt oppidum in Bois de Châtel in de latere 1e eeuw voor Christus, maar het werd verwoest in de vroege 1e eeuw na Christus, waarnaar de bevolking vermoedelijk verhuisde naar de nieuw opgerichte Helvetische hoofdstad Aventicum.